# Parachernes indicus
Parachernes indicus es una especie de arácnido del orden Pseudoscorpionida de la familia Chernetidae.

## Distribución geográfica
Se encuentra en la India y en Sri Lanka.